# Gabriele Caccia
Gabriele Giordano Caccia (ur. 24 lutego 1958 w Mediolanie) – włoski duchowny katolicki, arcybiskup, nuncjusz apostolski przy Organizacji Narodów Zjednoczonych.

## Życiorys
11 czerwca 1983 otrzymał święcenia kapłańskie z rąk kard. Carlo Martiniego i został inkardynowany do archidiecezji mediolańskiej. W 1988 rozpoczął przygotowanie do służby dyplomatycznej na Papieskiej Akademii Kościelnej. Obronił doktorat z na Papieskim Uniwersytecie Gregoriańskim.
16 lipca 2009 został mianowany przez Benedykta XVI nuncjuszem apostolskim w Libanie oraz arcybiskupem tytularnym Sepino. Sakry biskupiej 12 września 2009 udzielił mu w Rzymie sam papież Benedykt XVI.
12 września 2017 został mianowany nuncjuszem apostolskim na Filipinach.
16 listopada 2019 roku został ustanowiony przez papieża nuncjuszem apostolskim i stałym obserwatorem Stolicy Apostolskiej przy Organizacji Narodów Zjednoczonych.

## Odznaczenia
- Krzyż Oficerski Orderu Gwiazdy Rumunii (Rumunia, 2004)[1]
- Krzyż Komandorski z Gwiazdą Orderu Zasługi Rzeczypospolitej Polskiej (Polska, 2009)[2].